# Boardslide

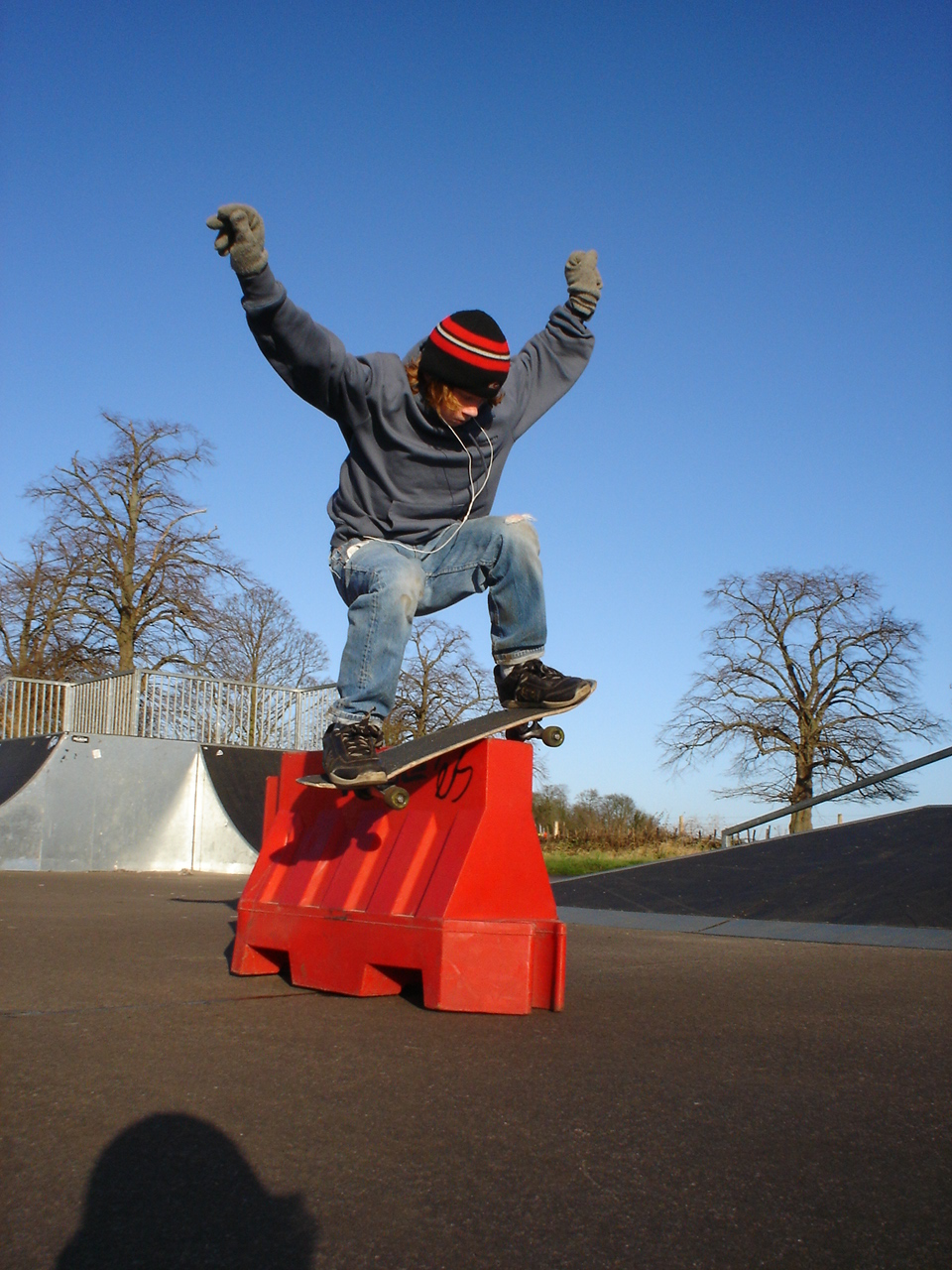
Boardslide

Boardslide – ewolucja na deskorolce polegająca na wykonaniu ślizgu deskorolką po rurce bądź krawędzi, np. murku. Polega on na przełożeniu przednich kół w czasie lotu z jednoczesnym obrotem o 90 stopni i ślizganiu się na blacie deskorolki. Inna nazwa tej ewolucji to Railslide, a jedna z odmian tego triku to darkslide. Wykonywana również na fingerboardzie.